# Blonde
Blonde (stylizowana pisownia: blond) – drugi album studyjny amerykańskiego wokalisty Franka Oceana, wydany 20 sierpnia 2016 roku przez wytwórnię Boys Don't Cry. Album znalazł się na pierwszych miejscach list sprzedaży m.in. w Stanach Zjednoczonych i Wielkiej Brytanii.
Album jest zaliczany do gatunku R&B. 

## Lista utworów
1. "Nikes" - 5:14
2. "Ivy" - 4:09
3. "Pink + White" (feat. Beyoncé) - 3:04
4. "Be Yourself" - 1:26
5. "Solo" - 4:17
6. "Skyline To" (feat. Kendrick Lamar) - 3:04
7. "Self Control" (feat. Austin Feinstein & Yung Lean) - 4:09
8. "Good Guy" - 1:06
9. "Nights" - 5:07
10. "Solo (Reprise)" (feat. Andre 3000) - 1:18
11. "Pretty Sweet" - 2:37
12. "Facebook Story" (feat. SebastiAn) - 1:08
13. "Close to You" - 1:25
14. "White Ferrari" - 4:08
15. "Seigfried" - 5:34
16. "Godspeed" (feat. Kim Burrell) - 2:57
17. "Futura Free" - 9:24 (zawiera ukryty utwór "Interviews")